# Joseph Norbert Provencher
Joseph Norbert Provencher (Nicolet, 12 febbraio 1787 – Saint-Boniface, 7 giugno 1853) è stato un missionario e vescovo cattolico canadese.

## Biografia
Nacque a Nicolet (Québec) il 12 febbraio 1787, da Jean-Baptiste e Elisabeth Proulx. A causa delle modeste condizioni in cui viveva la sua famiglia, poté iniziare gli studi elementari solo quando nel 1801 fu aperta una scuola gratuita nella sua città natale. Proseguì i suoi studi al collegio Saint-Raphaël di Montréal e al seminario aperto a Nicolet nel 1804, insegnando al tempo stesso lettere classiche negli anni 1809-1811. Dopo un anno al seminario maggiore di Québec, fu ordinato prete per la diocesi di Québec il 21 dicembre 1811.
Nei primi 7 anni di ministero sacerdotale occupò diversi posti come vicario parrocchiale, dapprima alla parrocchia della cattedrale (1811), poi a Vaudreuil (1812), a Deschambault (1813), a Pointe-Claire (1814) e infine a Kamouraska (1816).
Nel 1818 il vescovo di Québec, monsignor Joseph-Octave Plessis, ricevette una petizione firmata da un gruppo di cattolici della colonia del fiume Rosso in Manitoba, perché fosse istituita una missione permanente in quelle terre. La scelta dell'arcivescovo cadde su Provencher, su un altro giovane prete, Sévère Dumoulin, e su un seminarista, William Edge; i missionari partirono il 19 maggio e arrivarono a Fort Douglas (Winnipeg), residenza del governatore della regione, il 16 luglio. Scopo della loro missione era duplice: assistere i cattolici residenti, che erano soprattutto irlandesi e scozzesi; evangelizzare e convertire i nativi locali, nel rispetto delle loro usanze e tradizioni.
Lord Thomas Douglas, uno degli azionisti della Hudson's Bay Company, cedette ai missionari un appezzamento di terra di 25 acri sulla riva orientale del fiume Rosso, sul quale furono costruite la residenza dei missionari e una chiesa, che venne inaugurata il 1º novembre 1818 e dedicata a san Bonifacio, missionario ed evangelizzatore dei popoli pagani della Germania. Nel settembre precedente, Dumoulin e Edge erano partiti per il Dakota per aprire una missione a Pembina, che Provencher visitò durante l'inverno 1818-1819.
In origine la missione comprendeva, almeno in linea teorica, tutte le terre che la Hudson's Bay Company aveva concesso a Thomas Douglas nel 1811. Si trattava di un territorio immenso di 116.000 miglia quadrate, costituito dalla parte meridionale del Manitoba, e porzioni del Saskatchewan, dell'Ontario, del Dakota e del Minnesota.
Il 1º febbraio 1820 l'arcivescovo Plessis, su suo esplicito interessamento, ricevette dalla Santa Sede la bolla che nominava Provencher suo vicario generale e vescovo ausiliare dell'arcidiocesi di Québec con il titolo di vescovo di Giuliopoli. Provencher si recò a Québec nell'autunno del 1820 e dopo qualche esitazione accettò le nomine pontificie; ricevette la consacrazione episcopale a Trois-Rivières il 12 maggio 1822.
L'opera missionaria di Provencher era incentrata soprattutto sull'educazione dei giovani, per i quali aprì una scuola maschile ed una femminile, e una scuola professionale; sulla moralizzazione dei costumi (concubinaggio) e sull'eliminazione degli abusi (uso eccessivo di sostanze alcooliche); e sull'evangelizzazione dei nativi indiani. Quest'ultima missione incontrò non poche difficoltà, poiché pochi erano i preti che conoscevano e parlavano le lingue dei nativi; e soprattutto perché tra i missionari non c'era accordo sul metodo di evangelizzazione: secondo Provencher bisognava rispettare le abitudini e le usanze degli autoctoni, mentre altri missionari, tra cui Dumoulin e George-Antoine Bellecourt, operavano perché diventassero sedentari e si dedicassero all'agricoltura.
Nel 1831 la colonia del fiume Rosso comprendeva 2.390 persone, di cui circa 262 famiglie cattoliche e 198 protestanti. Missioni cattoliche erano sviluppate lungo il corso del fiume Rosso e dell'Assiniboine, e comprendevano comunità di bianchi, di meticci e di amerindi.
Nel 1835 Provencher partì per l'Europa e per Roma, per sottoporre a Propaganda Fide il suo operato, le sue difficoltà (soprattutto la mancanza di preti), e i suoi progetti sul futuro delle missioni, dal Nord-Ovest canadese fino al Pacifico aldilà delle Montagne Rocciose, da dove gli erano pervenute richieste di inviò di missionari. Per questo motivo papa Gregorio XVI estese la giurisdizione della sua missione dal 91º meridiano ovest fino al Pacifico.
Di ritorno in Canada, a Québec convinse i sacerdoti Modeste Demers e François-Norbert Blanchet a seguirlo nella sua missione. Nel 1838 saranno i primi due sacerdoti a raggiungere le terre dell'estremo ovest canadese, fondatori delle missioni cattoliche in Oregon e nella Columbia Britannica.
Nel marzo del 1843 la missione del Fiume Rosso contava 2.798 cattolici, di cui 571 famiglie meticce o amerinde, 152 canadesi, 110 di origini scozzesi e 22 inglesi.
Le preoccupazioni di Provencher aumentarono quando il suo arcivescovo, Joseph Signay, gli fece intendere che sarebbe stato difficile d'ora in avanti convincere altri preti diocesani di Québec a partire per il Nord-Ovest. Provencher non si lasciò abbattere. Nel maggio del 1843 partì per un lungo tour, prima negli Stati Uniti, e poi in Europa, per trovare una soluzione alla mancanza di preti per la sua missione. A Montréal convinse le Suore della Carità ad aprire una loro residenza nella missione del Fiume Rosso. Ma fu solo in Francia che ottenne da Eugène de Mazenod, arcivescovo di Marsiglia, l'invio di alcuni Missionari oblati di Maria Immacolata in Canada: i primi, Pierre Aubert e Alexandre Antonin Taché, arrivarono nella colonia del fiume Rosso nell'estate del 1845.
Nell'estate del 1844 Provencher ritornò in Canada, avendo ottenuto un triplice successo: la fondazione di due comunità religiose nella sua missione, una sovvenzione annuale di 30.000 franchi da parte dell'opera della propagazione della fede di Lione, e soprattutto l'erezione della missione in vicariato apostolico indipendente, con il breve Ex debito di papa Gregorio XVI del 16 aprile 1844.
La Santa Sede pensò anche di erigere una provincia ecclesiastica per il Nord-Ovest canadese, ma Provencher ritenne che tale progetto fosse al momento troppo prematuro. Tuttavia il suo vicariato apostolico fu elevato al rango di diocesi il 4 giugno 1847 con il breve Universi Domini gregis di papa Pio IX, rendendo la nuova diocesi, che nel 1851 prese il nome di Saint-Boniface, suffraganea dell'arcidiocesi di Québec. Provencher ottenne dalla Santa Sede la nomina di un vescovo coadiutore nella persona del missionario oblato Alexandre Antonin Taché.
Provencher morì a Saint-Boniface il 7 giugno 1853 all'età di 66 anni e venne inumato nella cattedrale di San Bonifacio.

## Genealogia episcopale
La genealogia episcopale è:
- Cardinale Guillaume d'Estouteville, O.S.B.Clun.
- Papa Sisto IV
- Papa Giulio II
- Cardinale Raffaele Sansone Riario
- Papa Leone X
- Papa Paolo III
- Cardinale Francesco Pisani
- Cardinale Alfonso Gesualdo di Conza
- Papa Clemente VIII
- Cardinale Pietro Aldobrandini
- Cardinale Laudivio Zacchia
- Cardinale Antonio Barberini, O.F.M.Cap.
- Cardinale Nicolò Guidi di Bagno
- Arcivescovo François de Harlay de Champvallon
- Cardinale Louis-Antoine de Noailles
- Vescovo Jean-François Salgues de Valderies de Lescure
- Arcivescovo Louis-Jacques Chapt de Rastignac
- Arcivescovo Christophe de Beaumont du Repaire
- Vescovo Charles-Gilbert de May de Termont
- Vescovo Jean-Olivier Briand
- Vescovo Jean-François Hubert
- Vescovo Pierre Denaut
- Arcivescovo Joseph-Octave Plessis
- Vescovo Joseph Norbert Provencher